# Menhir de l'école de musique
Le menhir de l'école de musique est un menhir situé à Baugé, dans le département français de Maine-et-Loire.

## Historique
Le menhir a été découvert en 1994 lors de travaux d'aménagement de la zone de loisirs du moulin de Fougère.

## Description
Le menhir est constitué d'un petit bloc en grès caverneux de 1,10 m de hauteur et 0,60 m de largeur à la base,  pour une épaisseur d'environ 0,40 m. 
La Pierre-Couverte de Pontigné est située à environ 1 km à l'est.